# A.I.s Lake
A.I.s Lake (do 19 maja 1976 Hay Lake) – jezioro (lake) w kanadyjskiej prowincji Nowa Szkocja, w hrabstwie Guysborough, na południowy zachód od jeziora Ocean Lake, na południowy wschód od miejscowości Sherbrooke; nazwa Hay Lake urzędowo zatwierdzona 17 stycznia 1951.